# Tordesilos (kommunhuvudort)
Tordesilos är en kommunhuvudort i Spanien.   Den ligger i provinsen Provincia de Guadalajara och regionen Kastilien-La Mancha, i den centrala delen av landet, 180 km öster om huvudstaden Madrid. Tordesilos ligger 1 350 meter över havet och antalet invånare är 158.
Terrängen runt Tordesilos är varierad. Runt Tordesilos är det mycket glesbefolkat, med 2 invånare per kvadratkilometer. Närmaste större samhälle är Ojos Negros, 10,9 km nordost om Tordesilos. Omgivningarna runt Tordesilos är i huvudsak ett öppet busklandskap.